# 梅蒂奧拉努

梅蒂奧拉努疊加在現代米蘭之上。中心稍偏右的淺色矩形代表現在的主教座堂廣場，而現在的斯福爾扎城堡位於左上方，就在羅馬城牆路線之外

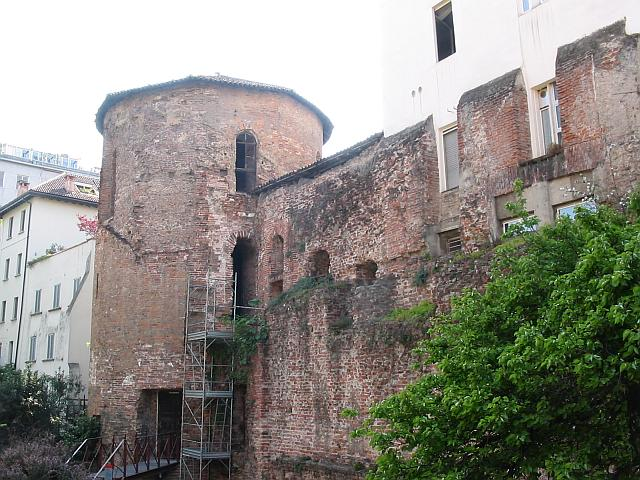
梅蒂奧拉努城牆的殘餘部分（約11公尺高），建有一座24面塔樓。

梅蒂奧拉努（英語：Mediolanum），是義大利米蘭的古稱。梅蒂奧拉努是由因蘇布雷人建立的城市，後來成為義大利北部重要的羅馬城市。梅蒂奧拉努由因蘇布雷人於西元前約600年建立，西元前222年被羅馬人征服，逐漸發展成為西方基督教的重要城市，也是西羅馬帝國的首都。梅蒂奧拉努在哥德戰爭中衰敗，569年時被倫巴底人佔領，成為倫巴底王國的領土。
梅蒂奧拉努在古羅馬元首制時期（約西元200年），人口約為4萬人。該城在西羅馬帝國皇帝馬克西米安統治時期（約286年至305年）成為帝國首都，人口已增加至10萬人，成為羅馬時期義大利最大的城市之一。

## 歷史

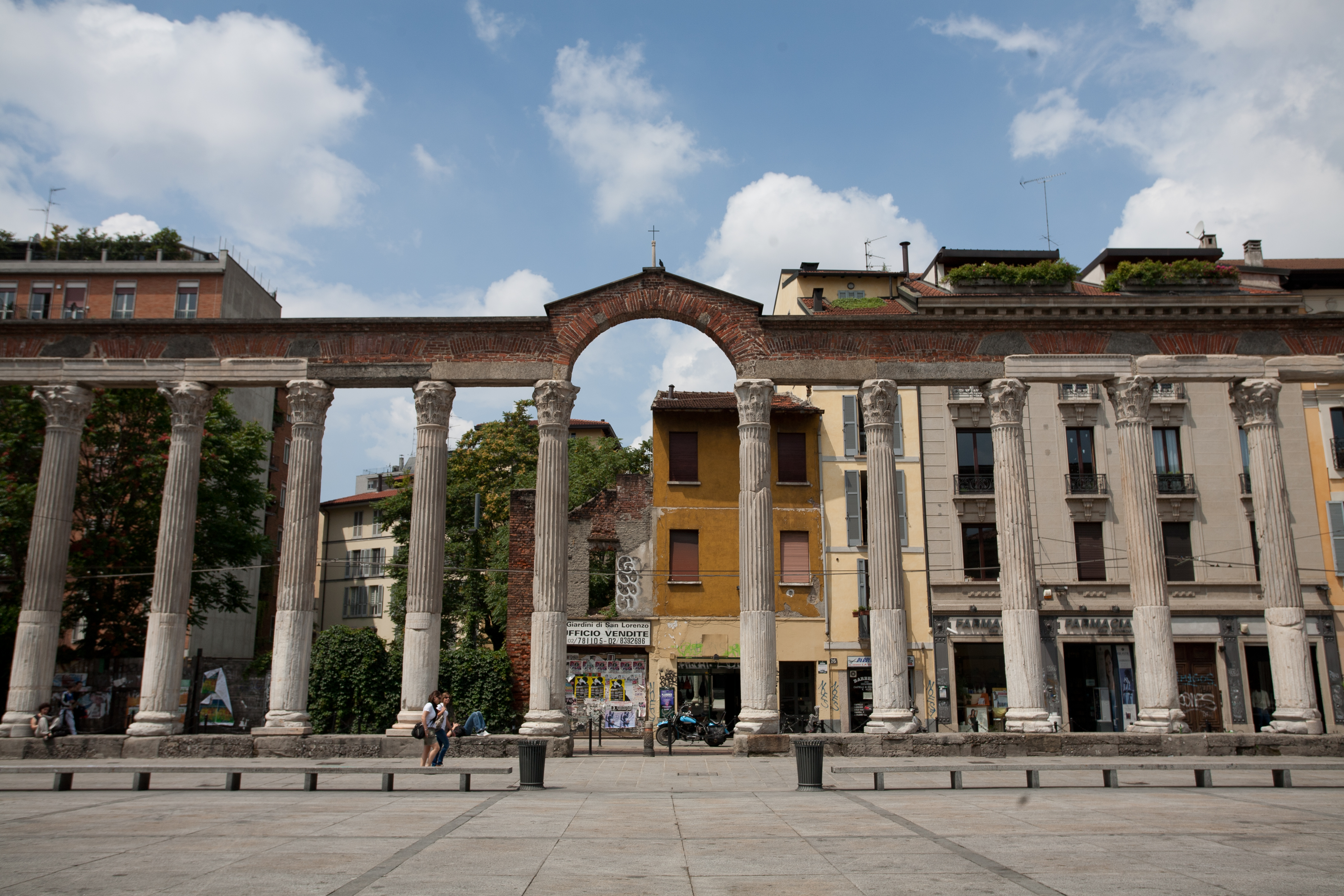
聖老楞佐聖殿前的羅馬圓柱。

梅蒂奧拉努是由凱爾特人的一支，因蘇布雷人於西元前600年建立。此後這個地區都被稱為因蘇布里亞。根據古羅馬歷史學家蒂托·李維的撰述，高盧國王昂比加托斯將他的侄子貝洛維蘇送到義大利北部，成為數個高盧部落聯盟的領袖。據說就是貝洛維蘇建立了梅蒂奧拉努（時間點大約在羅馬國王盧修斯·塔克文·布里斯克斯統治時期）。羅馬人在執政官格奈烏斯·科爾內利烏斯·西庇阿·卡爾弗斯領軍下，與因蘇布雷人作戰，並於西元前222年占領梅蒂奧拉努；該城領袖向羅馬人投降，由羅馬人掌握統治權。羅馬人最終征服整個因蘇布里亞地區，重劃為山南高盧省，意為「阿爾卑斯山南麓的高盧地區」。羅馬人也可能將原本的凱爾特語地名拉丁化：在高盧語中，「medio」的意思是「中間、中央」，「lanon」則是凱爾特拉丁語的「planum」，即「plain」，意思是「平原」。所以「Mediolanon」這個地名，意思是「位於平原中央（的城市）」。
梅蒂奧拉努是義大利北部的公路樞紐，具有非常重要的地位。古希臘歷史學家波利比烏斯曾描述該地盛產葡萄酒、各類穀物與優質羊毛。公有和私有的豬群放養於森林，當地人則以慷慨大方著稱。
到了奧古斯都統治時期，梅蒂奧拉努擁有許多知名學府，還擁有劇院和圓形劇場（約129.5公尺X109.3公尺）。凱撒統治時期，人們築起石造城牆，環繞整座城市。西元3世紀後期的馬克西米安統治時間，羅馬帝國進一步擴建梅蒂奧拉努。哈德良皇帝統治時期，梅蒂奧拉努成為利古里亞近衛總長的駐地，君士坦丁大帝統治時間，梅蒂奧拉努成為義大利北部管區主事官的駐地。西元3世紀時的梅蒂奧拉努有自己的硬幣、公共糧倉和帝國陵墓。259年，羅馬帝國軍隊在加里恩努斯皇帝指揮下，於梅蒂奧拉努戰役中擊敗阿勒曼尼人。
286年，四帝共治制時期，戴克里先皇帝將西羅馬帝國首都從羅馬遷至梅蒂奧拉努，他自己則住在帝國東都尼科米底亞，另一位皇帝馬克西米安則留駐於梅蒂奧拉努。馬克西米安建造了幾座巨大的紀念碑、大型馬戲團（470x96平方公尺）、羅馬浴場（或稱「海克力士浴場」）、大型的皇家宮殿建築群，以及其他公共服務設施、建築物，殘存至今者極少。馬克西米安也擴建了城牆，築起更新、更大的石造城牆，總長約4.5公里、占地375英畝，有許多24面塔樓。
在聖安波羅修（374年至397年任梅蒂奧拉努主教）與狄奧多西一世皇帝統治下，梅蒂奧拉努的發展達到最高峰。

## 延伸閱讀
- Polybius. . London, New York: Macmillan. 1889 （英语）.
- Thurston Peck, Harry. . New York: Harper and Brothers. 1898  [2020-08-10]. （原始内容存档于2008-09-24） （英语）.
- MacDonald Stillwell, Richard; McAlister, William L.; Holland, Marian. . Princeton: Princeton University Press. 1976. ISBN 0691035423 （英语）.

## 外部連結
- 梅蒂奧拉努遺跡的地圖與原始照片 （页面存档备份，存于） （英文）